# Islas Beauclerk
Islas Beauclerk är öar i Chile.   De ligger i regionen Región de Magallanes y de la Antártica Chilena, i den södra delen av landet, 2 200 km söder om huvudstaden Santiago de Chile. Arean är 50 kvadratkilometer.
Terrängen på Islas Beauclerk är kuperad. Öns högsta punkt är 726 meter över havet. Den sträcker sig 11,5 kilometer i nord-sydlig riktning, och 12,8 kilometer i öst-västlig riktning.